# إيرين باتشيكو
إيرين باتشيكو (بالإسبانية: Irene Pacheco)‏ (26 مارس 1971 بإدارة أنتيوكيا في كولومبيا - ) هو ملاكم كولومبي، صنّف ضمن فئة وزن الذبابة الخفيف ‏.

## وصلات خارجية
- إيرين باتشيكو على موقع بوكس ريك (الإنجليزية) (registration required)